# Welcome Stranger
Welcome Stranger (Brasil: Deus Me Deu um Amigo / Portugal: Deus Deu-me um Amigo) é um filme estadunidense de 1947, do gênero comédia musical, dirigido por Elliott Nugent e estrelado por Bing Crosby e Barry Fitzgerald. O filme imita o grande sucesso Going My Way que Crosby e Fitzgerald fizeram juntos três anos antes, com os cenários trocados de ambiente de igrejas para ambiente de hospitais.
Entre as canções de Jimmy Van Heusen e Johnny Burke, Crosby canta os sucessos Country Style, As Long as I'm Dreaming e My Heart Is a Hobo.

## Sinopse
Rivalidades entre o moderno doutor Jim Pearson e o tradicionalista e avarento doutor Joseph McRory em uma pequena cidade do Maine. Jim cai de amores pela professorinha Trudy, noiva do farmacêutico Roy. Enquanto isso, às vésperas de suas férias, o doutor Joseph descobre que está com apendicite. Engolindo o orgulho, ele aceita que Jim o opere.

## Elenco
| Ator/Atriz          | Personagem           |
| ------------------- | -------------------- |
| Bing Crosby         | Doutor Jim Pearson   |
| Joan Caulfield      | Trudy Mason          |
| Barry Fitzgerald    | Doutor Joseph McRory |
| Wanda Hendrix       | Emily Walters        |
| Frank Faylen        | Bill Walters         |
| Elizabeth Patterson | Senhora Gilley       |
| Robert Shayne       | Roy Chesley          |
| Larry Young         | Doutor Ronnie Jenks  |
| Percy Kilbride      | Nat Dorkas           |